# Mesoveloidea williamsi
Mesoveloidea williamsi är en insektsart som beskrevs av Hungerford 1929. Mesoveloidea williamsi ingår i släktet Mesoveloidea och familjen vattenspringare. Inga underarter finns listade i Catalogue of Life.